# Шаиби, Илье
Мохаммед Илье Шаиби (фр. 	Mohamed Ilyes Chaïbi; 12 октября 1996 года, Лион, Франция) — французский футболист алжирского происхождения, нападающий клуба «МК Алжир».

## Клубная карьера
Шаиби играл в академии «Монако» с 16 лет, биографии до этого момента официальные источники не дают. С 2014 года — игрок второй команды, основной нападающий и бомбардир. За два полностью проведённых сезона сыграл 39 игр и забил 21 мяч.
30 января 2016 года дебютировал в Лиге 1 в поединке против «Анже», выйдя на замену на 80-й минуте вместо Бернарду Силва.
29 июня 2016 года продлил контракт на три года, до 2019 года. 1 августа 2016 года был отдан в аренду во французский клуб «Аяччо» сроком на один сезон. Дебютировал за клуб 5 августа 2016 года в поединке против «Труа».